# アンリ・ド・ラ・トゥール・ドーヴェルニュ (ブイヨン公)

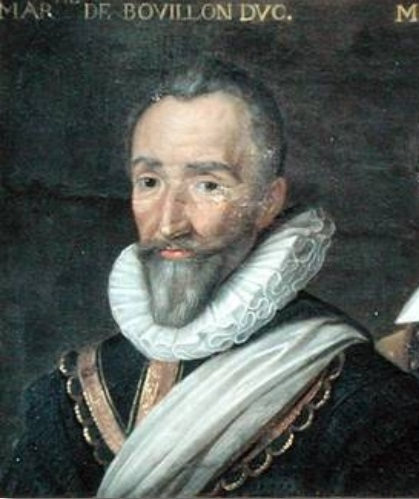
ブイヨン公アンリの肖像画、1650年

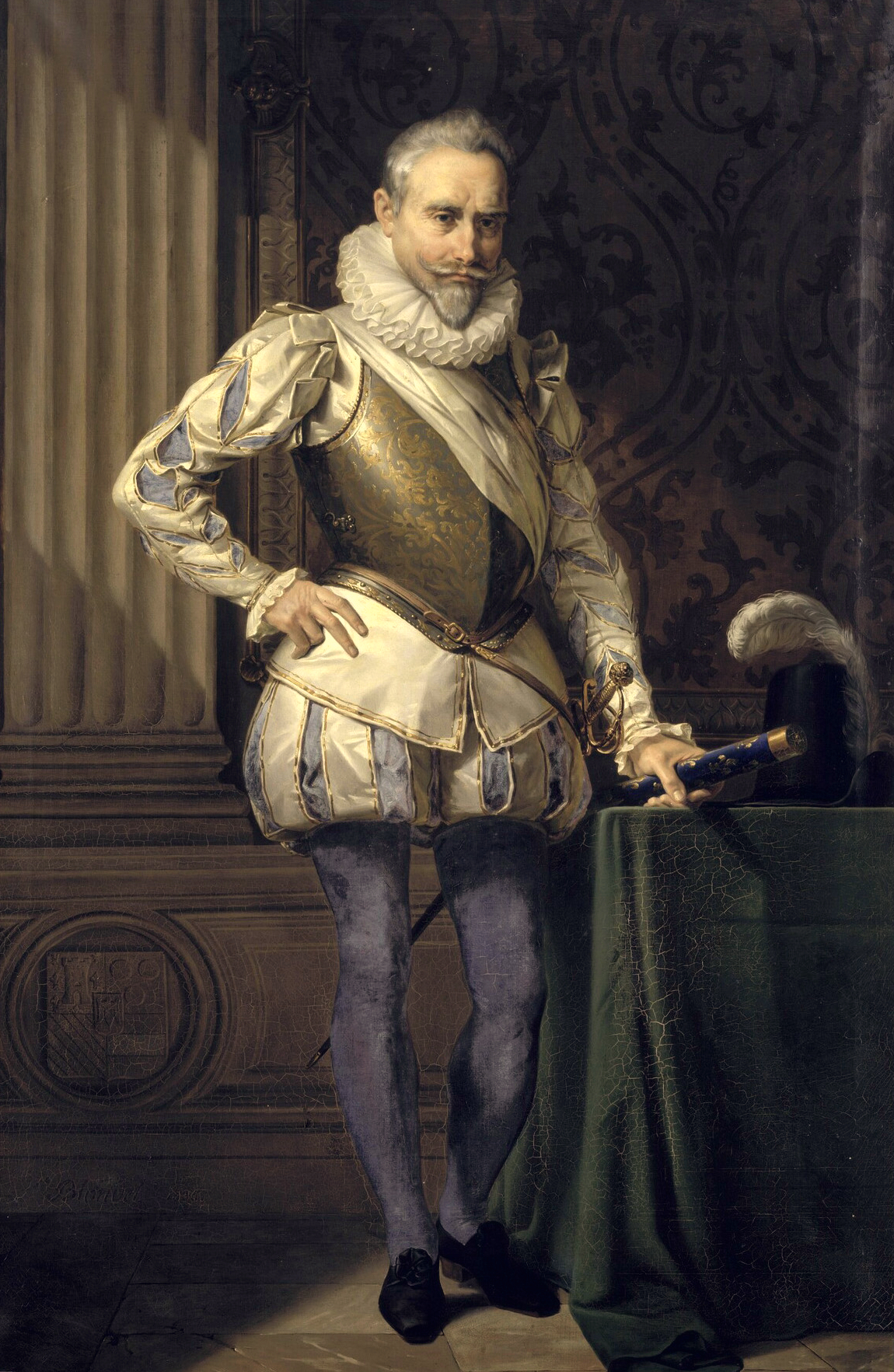
ブイヨン公アンリ、メリー＝ジョゼフ・ブロンデルによる19世紀の歴史画

アンリ・ド・ラ・トゥール・ドーヴェルニュ（Henri de La Tour d'Auvergne vicomte de Turenne, duc de Bouillon, 1555年9月28日 ジョズ - 1623年3月25日 スダン）は、フランスの貴族、軍人。ユグノー派の指導的貴族の一人。陸軍元帥。ブイヨン公、スダン公及びテュレンヌ子爵。

## 生涯
テュレンヌ子爵フランソワ3世・ド・ラ・トゥール・ドーヴェルニュと、大元帥アンヌ・ド・モンモランシー公爵の娘エレオノール・ド・モンモランシーの間の長男。1572年のサン・バルテルミの虐殺後、国王側に従ってラ・ロシェル包囲戦に参加したが、その後ふたたびユグノー側に寝返った。1575年、ラ・モルとココナスによる陰謀・不満分子の呪詛事件の謀議に加わった。
1576年ナバラ王アンリ（後のフランス王アンリ4世）のユグノー党派に加わり、カトリックとユグノーの間のネラックの和約の条約交渉を担当した。1580年上部ラングドック地方の知事となる。アンリ4世のフランス王即位後、1590年のパリ包囲戦に参加、翌1591年にはステネをカトリック同盟側から奪回した。1592年陸軍元帥に昇進。
1595年、ドゥラン包囲戦でスペイン領低地諸州総督フエンテスに敗北。翌1596年、同盟更新のためにイングランド宮廷を訪問した。1602年ビロン公爵の陰謀に加担したことが露見しジュネーヴに亡命。1606年、ブイヨン公爵領をフランスの保護下に置くことを条件にアンリ4世から帰国を許された。アンリ4世の死後、幼王ルイ13世の摂政会議のメンバーとなり、権勢あるシュリー公爵やアンクル侯爵の追い落としに加わった。
1591年11月19日、シャルロット・ド・ラ・マルクとの結婚により妻方のブイヨン公爵領及びスダン公領を相続した。シャルロットとは間に成育した子のないまま1594年に死別。1595年4月15日エリーザベト・フランドリカ・ファン・ナッサウと再婚し、間に8人の子をもうけた。

## 子女
2番目の妻エリーザベトとの間に8子。
- ルイーズ（1596年 - 1606年）
- マリー（1601年 - 1655年） - トゥアール公爵アンリ1世・ド・ラ・トレモイユと結婚
- ジュリアンヌ＝カトリーヌ（1604年 - 1637年） - 1627年ルシー伯爵フランソワ・ド・ラ・ロシュフコーと結婚
- フレデリック・モーリス（1605年 - 1652年[1]） - ブイヨン公爵
- エリザベート＝シャルロット（1606年 - 1685年） - 1619年デュラス侯爵ギー・アルドンス・ド・デュルフォールと結婚
- アンリエット＝カトリーヌ（1609年 - 1677年） - 1629年カンタン伯爵アモーリー・ド・ゴヨン・ド・ラ・ムーセイと結婚
- アンリ（1611年 - 1675年[1]） - テュレンヌ子爵、フランス大元帥
- シャルロット（1613年? - 1662年）

また、妾のアデル・コレ（Adèle Corret）との間に庶子アンリ・コレ（Henri Corret）がおり、その子孫にはフランス革命軍の指揮官で古代史家のテオフィル・マロ・コレがいる。

## 引用・脚注
1. 1 2 3 4 5  
Le prix de la pairie: les évaluations du duché d'Albret (1655-1657), Christophe Blanquie, Revue d'histoire moderne et contemporaine (1954-), T. 50e, No. 2 (Apr. - Jun., 2003), 6. https://www.jstor.org/stable/20530953.